# Polônia nos Jogos Olímpicos de Inverno de 1972
A  Polônia competiu nos Jogos Olímpicos de Inverno de 1972, em Sapporo, no Japão.